# Emerik, hrvatsko-ugarski kralj
Emerik (mađ. Imre, u Hrvatskoj poznat i kao Mirko) (1174. – 30. studenog 1204.), hrvatsko-ugarski kralj (1196. – 1204.) iz dinastije Arpadovića. Tijekom svoje vladavine imao je problema s mlađim bratom Andrijom koji je zahtijevao hercešku upravu nad Hrvatskom, ali i s križarima koji su za vrijeme njegove vlasti napali i osvojili grad Zadar (1202.).

## Životopis

### Rane godine
Emerik je bio stariji sin hrvatsko-ugarskog kralja Bele III. (1172. – 1196.) i antiohijske kneginje Ane Chatillon. Otac ga je okrunio za ugarskog kralja još 1182., kako bi definitivno razriješio pitanje nasljedstva prijestolja i prekinuo borbe za vlast, koje su dugo potresale Hrvatsko-Ugarsku Kraljevinu. Tako je konačno prihvaćeno da se prijestolje nasljeđuje po načelu primogeniture, odnosno da oca nasljeđuje najstariji sin, a ne najstariji muški član po načelu seniorata.
Za hrvatskog kralja okrunjen je 1194. godine, kada mu je otac dao na upravu Hrvatsku i Dalmaciju kojima je vladao kao herceg. O Emerikovu vladanju u Hrvatskoj slabo se zna. Već 1196. godine odrekao se časti i vratio u Ugarsku da bude uz bolesnog oca, kojeg je ubrzo i nasljedio. 
Otac se pobrinuo da primi dobro obrazovanje. Inače se odlikovao velikom vjerskom gorljivošću, a bio je i poslušan privrženik pape. No velike je probleme kralju zadavao visoki kler, koji je počeo podržavati kraljeva mlađeg brata Andriju i voditi politiku protiv kralja. Tako se sada vidjelo kakve negativne posljedice je imala odluka Emirikova strica, kralja Stjepana III. (1162. – 1172.) da se odrekne imenovanja biskupa. 

### Nasljeđivanje prijestolja i sukob s bratom Andrijom
Nakon smrti svoga oca 1196. godine, Emerik je samostalno preuzeo prijestolje. Emerikov mlađi brat Andrija nije održao obećanje dano ocu da će poći u križarski rat, već je novac koji mu je otac ostavio u tu svrhu, iskoristio da prikupi vojsku i sebi stekne položaj hrvatskog hercega. Taj je položaj tradicionalno obnašao kraljev brat, dok Bela III. nije ukinuo taj običaj u korist najstarijeg sina – prijestolonasljednika. Emeriku nije pomogla ni prijetnja pape Inocenta III. (1198. – 1216.) Andriji da će ga izopćiti iz crkve ne obustavi li rat i ne krene li smjesta u križarski pohod. Andrija je pobijedio kralja, pa je preuzeo položaj herceg i upravu nad Hrvatskom, gdje je vladao gotovo kao samostalni vladar.
Kralj Emerik se 1198. godine vjenčao za Konstancu, kći aragonskog kralja Alfonsa II. Iste je godine izbio novi sukob kralja s hercegom Andrijom, koji je 1199. godine podigao novu bunu ponovno uz potporu crkvenih prelata. Herceg je opustošio posjede Zagrebačke biskupije, jer je biskup bio kraljev pristaša. Kralj je nanio poraz buntovničkoj vojsci, a herceg se sklonio u Austriju kod vojvode Leopolda VI. Kralj je iz osvete provalio i poharao austrijske pokrajine. Nakon rata je povlasticom oslobodio podanike zagrebačkog biskupa zalaznine i kunovine, koja se plaćala kralju. 
Kralj Emerik se posredovanjem pape Inocenta III. i nadbiskupa Mainza izmirio s bratom i vojvodom Leopoldom VI. i Andrija je ponovno dobio čast hercega, ali sa znatno suženim ovlastima, jer je kralj pridržao vrhovnu vlast i u Hrvatskoj. Kralj se ujedno obvezao papi da će se uputiti na križarsku vojnu, a s pripremama je otpočeo 1201. godine. Andriju je odredio za regenta za svog odsustva, no morao je odustati jer se upleo u rat u susjedstvu. Naime nakon smrti velikog raškog župana Stefana Nemanje 1200. godine, veliki župan Srbije postao je njegov mlađi sin Stefan Prvovjenčani (1196.[1217.]-1228.). Protiv njega se pobunio njegov stariji brat Vukan, koji je vladao Zeti i uz pomoć kralja Emerika svrgnuo brata i zavladao u Srbiji 1202. – 1203. godine. Emerik je nakon toga uzeo titulu "kralja Srbije" (rex Serviae), koju su hrvatsko-ugarski vladari zadržali do propasti zajedničke države 1918. godine.
Kralj se potom umiješao u prilike u Bugarskoj, ali nije postigao veći uspjeh. Naime kada se bugarski vladar Kalojan obvezao papi da će prihvatiti katolicizam, zabranio je Emeriku svaku daljnju akciju, a čak mu je poslao krunu. Usprkos tomu uzeo je Emerik titulu kralja Bugarske.

### Pad Zadra 1202.
U to su doba počele pripreme za Četvrti križarski rat. Kako su vladari bili zauzeti međusobnim borbama, pohod je predvodilo visoko plemstvo. Križari su odlučili napasti Egipat, jer se nakon smrti egipatskog sultana Saladina za vlast borilo njegovih 
sedamnaest sinova. Križari su u prethodna tri pohoda uvidjeli da kopneni put nije dobar, pa su se odlučili ići morem.  Kako međutim nisu imali dovoljno novaca, prihvatili su prijedlog dužda Henrika Dandola da osvoje Zadar i tako podmire dug. Mornarica je došla do Pirana, Trsta i Muja, te ih prisilila na pokornost duždu. Potom su stigli pred Zadar i opsjeli ga. Grad se ubrzo predao, a križari su pljačkali, palili i ubijali po gradu, a ni crkve nisu poštedili. Veliki dio Zadrana pobjegao je u Nin, a drugi dio je obnovio ruševni Biograd i u njemu se nastanio. Kralj Emerik, koji je i sam namjeravao krenuti u križarski pohod, požalio se papi Inocentu III., ali Mlečani su i dalje zadržali Zadar. Uz pomoć kneza Domalda Snačića Zadrani su ponovno oslobodili Zadar, no ne mogavši dobiti pomoći od kralja, koji je tada ratovao protiv brata, ponovno su priznali vrhovnu vlast Mletaka uz vrlo teške uvjete. 
Usprkos tome kralj je ostao vjeran papin pristaša. Poslao je ugarsku vojsku u Njemačku da se bori za papinog kandidata Otona IV. No tada su u Srbiju provalili Bugari i Kumani, koji su otjerali ugarskog štićenika Vukana i na vlast vratili Stefana Prvovjenčanog. 

### Završne godine
Godine 1199. godine rodio se Emeriku sin Ladislav. Kralj nije odustao od odlaska u križarski pohod, pa je tražio da svi velikaši i biskupi polože prisegu vjernosti Ladislavu i namjesnicima, koje će on ostaviti. No u tome ga je omela buna hercega Andrije. Andriju je kralj uhvatio i zatočio u gradu Knegincu i oduzeo mu titulu hercega.
Kako je već počeo poboljevati, odlučio je 1204. godine okruniti sina za kralja. Tom je prilikom splitski nadbiskup Bernard I. (1198. – 1217.) okrunio Ladislava za hrvatsko-dalmatinskog kralja. 
U to se doba počelo širiti krivovjerje po Bosni, pa je papa Inocent III. naložio kralju Emeriku da pozove bana Kulina da se odrekne hereze, a ako to ovaj odbije neka kralj napadne Bosnu i istjera i bana i heretike iz nje. Kulin je pristao, te se s glavarima Crkve bosanske prvo pred papinim legatom, a potom drugi pred kraljem Emerikom odrekao krivovjerja 1203. godine.  
Kralj Emerik je već duže poboljevao. Pred smrt se izmirio s bratom i imenovao ga skrbnikom svog maloljetnog sina Ladislava. Umro je sredinom studenog 1204. godine, a nasljedio ga je sin Ladislav III. (1204. – 1205.).

## Vanjske poveznice
- Emerik Arpadović Hrvatska enciklopedija

| Prethodnik:               | Emerik (1196. – 1204.) | Nasljednik:                   |
| Bela III. (1172. – 1196.) | Emerik (1196. – 1204.) | Ladislav III. (1204. – 1205.) |